# Liste der Träger des Nationalpreises der DDR II. Klasse für Kunst und Literatur (1949–1959)
Diese Liste stellt die Träger des Nationalpreises der DDR in der II. Klasse für Kunst und Literatur von 1949 bis 1959 dar. Zu den anderen Jahrzehnten und Stufen siehe die Liste der Träger des Nationalpreises der DDR.

## Liste
| Auflistung nach Jahren                                 |
| 1949 1950 1951 1952 1953 1954 1955 1956 1957 1958 1959 |

| Jahr   | Preisträger                                                                  | Preisträger | Verleihungsgrund | Anmerkung |
| ------ | ---------------------------------------------------------------------------- | --- | --- | --------- |
| 1949 ↑ | Camilla Spira                                                                | Schauspielerin | für den Film „Die Buntkarierten“ |           |
| 1949 ↑ | Bernhard Kellermann                                                          | Schriftsteller | |           |
| 1950 ↑ | Willi Bredel                                                                 | Schriftsteller | für sein schriftstellerisches Gesamtwerk |           |
| 1950 ↑ | Hans Marchwitza                                                              | Schriftsteller | für sein schriftstellerisches Schaffen |           |
| 1950 ↑ | Rudolf Mauersberger                                                          | Leiter des Kreuz-Chores in Dresden | für die lebensvollen Darbietungen des Kreuz-Chores bei der Bachehrung der deutschen Jugend in Eisenach |           |
| 1950 ↑ | Otto Nagel                                                                   | Maler | für sein Gesamtwerk als Maler |           |
| 1950 ↑ | Das Kollektiv „Die verkaufte Braut“                                          | Das Kollektiv „Die verkaufte Braut“ | für die Inszenierung und Darstellung der Oper „Die verkaufte Braut“ von Bedřich Smetana |           |
| 1950 ↑ | Walter Felsenstein                                                           | Intendant der Komischen Oper Berlin | für die Inszenierung und Darstellung der Oper „Die verkaufte Braut“ von Bedřich Smetana |           |
| 1950 ↑ | Arthur Grüber                                                                | Generalmusikdirektor, Hamburg | für die Inszenierung und Darstellung der Oper „Die verkaufte Braut“ von Bedřich Smetana |           |
| 1950 ↑ | Anny Schlemm                                                                 | Sängerin, Berlin | für die Inszenierung und Darstellung der Oper „Die verkaufte Braut“ von Bedřich Smetana |           |
| 1950 ↑ | Heinrich Pflanzl                                                             | Kammersänger, Dresden | für die Inszenierung und Darstellung der Oper „Die verkaufte Braut“ von Bedřich Smetana |           |
| 1950 ↑ | Rudolf Schock                                                                | Sänger, Berlin | für die Inszenierung und Darstellung der Oper „Die verkaufte Braut“ von Bedřich Smetana |           |
| 1951 ↑ | Wolfgang Staudte                                                             | Schauspieler und Regisseur | für die ausgezeichnete Regie des Films „Der Untertan“ nach dem gleichnamigen Roman von Heinrich Mann |           |
| 1951 ↑ | Ottmar Gerster                                                               | Komponist, Direktor der Musikhochschule in Weimar, Mitglied der Deutschen Akademie der Künste                                                                                 | für sein kompositorisches Gesamtwerk, insbesondere für die Kantate über das Eisenhüttenkombinat Ost |           |
| 1951 ↑ | Walter Felsenstein                                                           | Intendant der Komischen Oper Berlin | für seine hervorragenden Leistungen als Intendant der Komischen Oper Berlin, insbesondere für die Inszenierung „Der Freischütz“ von Carl-Maria von Weber |           |
| 1951 ↑ | Hubert Georg Ermisch                                                         | Kunsthistoriker und Leiter der Bauabteilung Zwinger, Dresden | für seine vorbildlichen Leistungen zur Erhaltung des nationalen Kulturerbes, die besonders in seiner jahrelangen, mühevollen Arbeit an der Wiederherstellung des Dresdener Zwingers ihren sichtbaren Ausdruck findet                                                                                                   |           |
| 1951 ↑ | Die Angehörigen des Kollektivs „Brigade Karhan“ vom Deutschen Theater Berlin | Die Angehörigen des Kollektivs „Brigade Karhan“ vom Deutschen Theater Berlin                                                                                                  | für die erfolgreiche Aufführung des Schauspiels „Brigade Karhan“ von Vašek Káňa. Durch ihre gemeinsame Initiative haben sie dazu beigetragen, die Beziehungen der werktätigen deutschen Menschen zum fortschrittlichen Theater zu festigen                                                                             |           |
| 1951 ↑ | Wolfgang Langhoff                                                            | Schauspieler, Regisseur und Intendant des Deutschen Theaters Berlin, Mitglied der Deutschen Akademie der Künste zu Berlin                                                     | für die erfolgreiche Aufführung des Schauspiels „Brigade Karhan“ von Vašek Káňa. Durch ihre gemeinsame Initiative haben sie dazu beigetragen, die Beziehungen der werktätigen deutschen Menschen zum fortschrittlichen Theater zu festigen                                                                             |           |
| 1951 ↑ | Harry Hindemith                                                              | Schauspieler | für die erfolgreiche Aufführung des Schauspiels „Brigade Karhan“ von Vašek Káňa. Durch ihre gemeinsame Initiative haben sie dazu beigetragen, die Beziehungen der werktätigen deutschen Menschen zum fortschrittlichen Theater zu festigen                                                                             |           |
| 1951 ↑ | Lotte Loebinger                                                              | Schauspielerin und Regisseurin | für die erfolgreiche Aufführung des Schauspiels „Brigade Karhan“ von Vašek Káňa. Durch ihre gemeinsame Initiative haben sie dazu beigetragen, die Beziehungen der werktätigen deutschen Menschen zum fortschrittlichen Theater zu festigen                                                                             |           |
| 1951 ↑ | Willy A. Kleinau                                                             | Schauspieler | für seine hervorragenden realistischen Charakterdarstellungen am Deutschen Theater zu Berlin und im Film |           |
| 1952 ↑ | Max Lingner                                                                  | Mitglied der Deutschen Akademie der Künste zu Berlin, Maler und Graphiker, Berlin-Niederschönhausen                                                                           | für seine politische Graphik, die ein großer Beitrag zum Befreiungskampf der Arbeiterklasse ist und seine neueste Arbeit für das Haus der Ministerien, die einen bedeutenden Fortschritt darstellt |           |
| 1952 ↑ | Ernst Hermann Meyer                                                          | Professor für Musiksoziologie an der Humboldt-Universität zu Berlin, Mitglied der Deutschen Akademie der Künste zu Berlin, Komponist, Berlin-Grünau                           | für sein wegweisendes wissenschaftliches Werk „Musik im Zeitgeschehen“ und seine neuen Kompositionen |           |
| 1952 ↑ | Fritz Wisten                                                                 | Intendant des Theaters am Schiffbauerdamm in Berlin | für die realistische ideenreiche Inszenierung des Schauspiels „Die Feinde“ von Maxim Gorki |           |
| 1952 ↑ | John Meier                                                                   | Ordentlicher Honorar-Professor an der Universität Freiburg/Br. | für seine hervorragenden wissenschaftlichen Arbeiten auf dem Gebiet der Germanistik, insbesondere für sein großes Werk „Deutsche Volkslieder mit ihren Melodien“ |           |
| 1952 ↑ | Walter Arnold                                                                | Bildhauer, Leipzig, Professor an der Hochschule für Bildende Künste in Dresden                                                                                                | für seine Plastik „Die Jugend — Baumeister der Republik“ und seine Verdienste als Lehrer und Erzieher des künstlerischen Nachwuchses |           |
| 1952 ↑ | Hugo Steurer                                                                 | Konzertpianist, Leipzig, Professor und Abteilungsleiter der Abteilung Klavierspiel der Staatlichen Hochschule für Musik in Leipzig                                            | für seine Interpretation klassischer und moderner Klaviermusik, insbesondere für die Wiedergabe Beethovenscher Werke |           |
| 1953 ↑ | Fritz Cremer                                                                 | Bildhauer, Leiter eines Meisterateliers der Deutschen Akademie der Künste zu Berlin                                                                                           | für die Schaffung der Büste „Franz Franik“, die an die besten Traditionen der deutschen Plastik anknüpft |           |
| 1953 ↑ | Willy Kurth                                                                  | Direktor der Staatlichen Schlösser und Museen Potsdam-Sanssouci | für die Pflege, den Wiederaufbau und die künstlerische Gestaltung der Staatlichen Schlösser und Gärten in Sanssouci |           |
| 1953 ↑ | Heinrich Kilger                                                              | Chefbühnenbildner beim Deutschen Theater in Berlin | für die hervorragende Gestaltung der Bühnenbilder des „Faust“ des „Egmont“, des „Don Carlos“ und anderer |           |
| 1953 ↑ | Helene Weigel                                                                | Schauspielerin, Leiterin des Berliner Ensembles | für ihre bedeutenden schauspielerischen Leistungen in „Die Mutter“, in „Die Gewehre der Frau Carrar“ und „Katzgraben“ |           |
| 1953 ↑ | Kollektiv „Die Unbesiegbaren“                                                | Kollektiv „Die Unbesiegbaren“ | für hervorragende künstlerische Leistungen bei der Gestaltung des Films „Die Unbesiegbaren“, der den Kampf der deutschen Arbeiterklasse in der Zeit des Sozialistengesetzes erstmals mit künstlerischer Meisterschaft gestaltet                                                                                        |           |
| 1953 ↑ | Willy A. Kleinau                                                             | Schauspieler, Babelsberg | für hervorragende künstlerische Leistungen bei der Gestaltung des Films „Die Unbesiegbaren“, der den Kampf der deutschen Arbeiterklasse in der Zeit des Sozialistengesetzes erstmals mit künstlerischer Meisterschaft gestaltet                                                                                        |           |
| 1953 ↑ | Arthur Pohl                                                                  | Regisseur, Berlin-Charlottenburg | für hervorragende künstlerische Leistungen bei der Gestaltung des Films „Die Unbesiegbaren“, der den Kampf der deutschen Arbeiterklasse in der Zeit des Sozialistengesetzes erstmals mit künstlerischer Meisterschaft gestaltet                                                                                        |           |
| 1953 ↑ | Karl Paryla                                                                  | Schauspieler, Wien | für hervorragende künstlerische Leistungen bei der Gestaltung des Films „Die Unbesiegbaren“, der den Kampf der deutschen Arbeiterklasse in der Zeit des Sozialistengesetzes erstmals mit künstlerischer Meisterschaft gestaltet                                                                                        |           |
| 1954 ↑ | Josef Hegenbarth                                                             | Grafiker, Maler, Illustrator, Dresden | für seine bedeutenden Zeichnungen, insbesondere zu Gogols „Tote Seelen“ und Goethes „Reineke Fuchs“, die eine wesentliche Bereicherung der deutschen Illustrationskunst darstellen |           |
| 1954 ↑ | Bodo Uhse                                                                    | Redakteur im Aufbau-Verlag, Schriftsteller, Groß-Glienicke | für seine nach 1945 in Deutschland erschienenen Bücher, insbesondere für seinen Roman über die deutsche Widerstandsbewegung „Patrioten“ |           |
| 1954 ↑ | Ehm Welk                                                                     | Schriftsteller und Dichter, Bad Doberan | für sein bedeutendes literarisches Gesamtwerk, durch das die Entwicklung einer humanistischen deutschen Kultur gefördert wurde |           |
| 1955 ↑ | Ludwig Renn                                                                  | Ordentliches Mitglied der Deutschen Akademie der Künste zu Berlin, ständiger Sekretär der Sektion Dichtkunst und Sprachpflege, Schriftsteller, Berlin                         | für sein Jugendbuch „Trini“ und sein literarisches Lebenswerk |           |
| 1955 ↑ | Rudolf Wagner-Régeny                                                         | Ordentliches Mitglied der Deutschen Akademie der Künste zu Berlin, Professor an der Musikhochschule Berlin, Komponist                                                         | für sein kompositorisches Gesamtwerk und seinen Beitrag zur künstlerischen Nachwuchsbildung |           |
| 1955 ↑ | Kollektiv „Stärker als die Nacht“                                            | Kollektiv „Stärker als die Nacht“ | für ihre Arbeit an dem Film „Stärker als die Nacht“, einem bedeutenden Dokument des heldenhaften antifaschistischen Widerstandes der deutschen Arbeiterklasse |           |
| 1955 ↑ | Slatan Dudow                                                                 | Regisseur | für ihre Arbeit an dem Film „Stärker als die Nacht“, einem bedeutenden Dokument des heldenhaften antifaschistischen Widerstandes der deutschen Arbeiterklasse |           |
| 1955 ↑ | Kurt Stern                                                                   | Schriftsteller | für ihre Arbeit an dem Film „Stärker als die Nacht“, einem bedeutenden Dokument des heldenhaften antifaschistischen Widerstandes der deutschen Arbeiterklasse |           |
| 1955 ↑ | Jeanne Stern                                                                 | Schriftstellerin | für ihre Arbeit an dem Film „Stärker als die Nacht“, einem bedeutenden Dokument des heldenhaften antifaschistischen Widerstandes der deutschen Arbeiterklasse |           |
| 1955 ↑ | Wilhelm Koch-Hooge                                                           | Schauspieler, Berlin | für ihre Arbeit an dem Film „Stärker als die Nacht“, einem bedeutenden Dokument des heldenhaften antifaschistischen Widerstandes der deutschen Arbeiterklasse |           |
| 1956 ↑ | Louis Fürnberg                                                               | Schriftsteller, Stellvertretender Direktor bei den Nationalen Forschungs- und Gedenkstätten in Weimar                                                                         | für sein dichterisches Gesamtschaffen, insbesondere für sein Buch „Bruder Namenlos“ und seine zahlreichen Lieder, die zu echten Volksliedern in unserer Republik geworden sind |           |
| 1956 ↑ | Franz Konwitschny                                                            | Chefdirigent der Deutschen Staatsoper Berlin | für seine hervorragenden musikalischen Leistungen an der wiedereröffneten Deutschen Staatsoper Berlin, die entscheidend zu den Erfolgen dieses Hauses beigetragen haben |           |
| 1956 ↑ | Kollektiv Paulick-Hemmerling                                                 | Kollektiv Paulick-Hemmerling | für ihren Anteil am Wiederaufbau der Deutschen Staatsoper Berlin und deren hervorragende architektonische und technische Gestaltung |           |
| 1956 ↑ | Richard Paulick                                                              | Direktor des Instituts für Wohnungsbau der Deutschen Bauakademie und Sonderbeauftragter der Deutschen Bauakademie für die Projektierung des Nationalen Aufbauplans (NAP) 1952 | für ihren Anteil am Wiederaufbau der Deutschen Staatsoper Berlin und deren hervorragende architektonische und technische Gestaltung |           |
| 1956 ↑ | Kurt Hemmerling                                                              | Leiter der Abteilung Theaterbau an der Deutschen Bauakademie | für ihren Anteil am Wiederaufbau der Deutschen Staatsoper Berlin und deren hervorragende architektonische und technische Gestaltung |           |
| 1956 ↑ | Ernst Busch                                                                  | Schauspieler am Deutschen Theater Berlin und im Berliner Ensemble, Ordentliches Mitglied der Deutschen Akademie der Künste zu Berlin                                          | für seine hervorragende schauspielerische Tätigkeit am Deutschen Theater Berlin und im Berliner Ensemble, besonders für die Gestaltung des Azdak, des Mephisto, des Fučik und anderer Rollen |           |
| 1956 ↑ | Walter Felsenstein                                                           | Intendant und Regisseur an der Komischen Oper in Berlin, Ordentliches Mitglied der Deutschen Akademie der Künste zu Berlin                                                    | für seine auf hohem künstlerischen Niveau stehenden Inszenierungen an der Komischen Oper Berlin, insbesondere für „Die Zauberflöte“ und „Das schlaue Füchslein“ |           |
| 1956 ↑ | Johannes von Guenther                                                        | Schriftsteller | für die schöpferische Nachdichtung russischer Werke, die Übertragungen der Werke russischer Klassiker und den damit geleisteten Beitrag zur Erschließung der russischen Literatur |           |
| 1956 ↑ | Max Schwimmer                                                                | Maler und Graphiker, Leiter einer Klasse für Graphik an der Hochschule für Bildende Künste in Dresden, Ordentliches Mitglied der Deutschen Akademie der Künste zu Berlin      | in Anerkennung seiner bedeutenden Buchillustrationen, insbesondere zu Heines „Deutschland ein Wintermärchen“ und Beaumarchais’ „Figaros Hochzeit“ |           |
| 1956 ↑ | Kollektiv „Du und mancher Kamerad“                                           | Kollektiv „Du und mancher Kamerad“ | für ihren Anteil an der Schaffung des Dokumentarfilms „Du und mancher Kamerad“, der mit starker Eindringlichkeit die Entwicklung des kapitalistischen Deutschlands und den immerwährenden Kampf der Arbeiterklasse für die Erhaltung des Friedens schildert                                                            |           |
| 1956 ↑ | Karl-Eduard von Schnitzler                                                   | Kommentator beim Staatlichen Rundfunkkomitee | für ihren Anteil an der Schaffung des Dokumentarfilms „Du und mancher Kamerad“, der mit starker Eindringlichkeit die Entwicklung des kapitalistischen Deutschlands und den immerwährenden Kampf der Arbeiterklasse für die Erhaltung des Friedens schildert                                                            |           |
| 1956 ↑ | Paul Dessau                                                                  | Komponist | für ihren Anteil an der Schaffung des Dokumentarfilms „Du und mancher Kamerad“, der mit starker Eindringlichkeit die Entwicklung des kapitalistischen Deutschlands und den immerwährenden Kampf der Arbeiterklasse für die Erhaltung des Friedens schildert                                                            |           |
| 1956 ↑ | Andrew Thorndike                                                             | Regisseur und Autor bei der DEFA | für ihren Anteil an der Schaffung des Dokumentarfilms „Du und mancher Kamerad“, der mit starker Eindringlichkeit die Entwicklung des kapitalistischen Deutschlands und den immerwährenden Kampf der Arbeiterklasse für die Erhaltung des Friedens schildert                                                            |           |
| 1956 ↑ | Anneliese Thorndike                                                          | Autor bei der DEFA | für ihren Anteil an der Schaffung des Dokumentarfilms „Du und mancher Kamerad“, der mit starker Eindringlichkeit die Entwicklung des kapitalistischen Deutschlands und den immerwährenden Kampf der Arbeiterklasse für die Erhaltung des Friedens schildert                                                            |           |
| 1956 ↑ | Günther Rücker                                                               | Schriftsteller | für ihren Anteil an der Schaffung des Dokumentarfilms „Du und mancher Kamerad“, der mit starker Eindringlichkeit die Entwicklung des kapitalistischen Deutschlands und den immerwährenden Kampf der Arbeiterklasse für die Erhaltung des Friedens schildert                                                            |           |
| 1957 ↑ | Erich Engel                                                                  | Regisseur | für seine Inszenierung von Bertolt Brechts „Das Leben des Galilei“ sowie für seinen bedeutenden Anteil an der fortschrittlichen Entwicklung der deutschen Theater- und Filmkunst |           |
| 1957 ↑ | John Heartfield                                                              | Mitglied der Deutschen Akademie der Künste zu Berlin, Fotomonteur, Graphiker, Bühnenbildner, Buchgestalter                                                                    | für die Herausbildung der Fotomontage zu einer künstlerischen und wirkungsvollen Waffe im Kampf gegen den Imperialismus und für seinen hervorragenden Anteil an der Entwicklung einer sozialistischen Plakatkunst, Buch- und Bühnenbildgestaltung                                                                      |           |
| 1957 ↑ | Kollektiv „Hauptmann von Köln“                                               | Kollektiv „Hauptmann von Köln“ | für ihren Anteil an der Schaffung des Films „Der Hauptmann von Köln“, der mit den Mitteln der Satire den in Westdeutschland wiederentstandenen deutschen Militarismus überzeugend entlarvt |           |
| 1957 ↑ | Slatan Dudow                                                                 | Regisseur und Mitautor | für ihren Anteil an der Schaffung des Films „Der Hauptmann von Köln“, der mit den Mitteln der Satire den in Westdeutschland wiederentstandenen deutschen Militarismus überzeugend entlarvt |           |
| 1957 ↑ | Henryk Keisch                                                                | Autor | für ihren Anteil an der Schaffung des Films „Der Hauptmann von Köln“, der mit den Mitteln der Satire den in Westdeutschland wiederentstandenen deutschen Militarismus überzeugend entlarvt |           |
| 1957 ↑ | Michael Tschesno-Hell                                                        | Autor | für ihren Anteil an der Schaffung des Films „Der Hauptmann von Köln“, der mit den Mitteln der Satire den in Westdeutschland wiederentstandenen deutschen Militarismus überzeugend entlarvt |           |
| 1958 ↑ | Otto Gotsche                                                                 | Schriftsteller | für sein literarisches Schaffen, insbesondere für seinen Roman „Zwischen Nacht und Morgen“, der eine wichtige Etappe in der Geschichte der deutschen Arbeiterbewegung künstlerisch mit nachhaltiger Wirkung gestaltet und dadurch wesentlich zur sozialistischen Bewusstseinsbildung der werktätigen Menschen beiträgt |           |
| 1958 ↑ | Ehepaar Grundig                                                              | Ehepaar Grundig | für ihr gemeinsames hervorragendes künstlerisches Gesamtwerk auf dem Gebiet der Malerei und Grafik, das sich kämpferisch und eindrucksvoll gegen den imperialistischen Krieg und gegen den Faschismus richtet und die Ideen des Friedens, des Fortschritts und des Humanismus zum Ausdruck bringt                      |           |
| 1958 ↑ | Lea Grundig                                                                  | Künstlerin, Professorin für Grafik an der Hochschule für bildende Künste, Dresden                                                                                             | für ihr gemeinsames hervorragendes künstlerisches Gesamtwerk auf dem Gebiet der Malerei und Grafik, das sich kämpferisch und eindrucksvoll gegen den imperialistischen Krieg und gegen den Faschismus richtet und die Ideen des Friedens, des Fortschritts und des Humanismus zum Ausdruck bringt                      |           |
| 1958 ↑ | Hans Grundig                                                                 | Künstler | für ihr gemeinsames hervorragendes künstlerisches Gesamtwerk auf dem Gebiet der Malerei und Grafik, das sich kämpferisch und eindrucksvoll gegen den imperialistischen Krieg und gegen den Faschismus richtet und die Ideen des Friedens, des Fortschritts und des Humanismus zum Ausdruck bringt                      |           |
| 1959 ↑ | Walter Arnold                                                                | | |           |
| 1959 ↑ | Max Burghardt                                                                | | |           |
| 1959 ↑ | Stefan Heym                                                                  | | |           |
| 1959 ↑ | Helmut Koch                                                                  | | |           |
| 1959 ↑ | Will Lammert                                                                 | | |           |
| 1959 ↑ | Jan Petersen                                                                 | | |           |
| 1959 ↑ | Kollektiv Buchenwald-Denkmal                                                 | | |           |
| 1959 ↑ | Waldemar Grzimek                                                             | | |           |
| 1959 ↑ | René Graetz                                                                  | | |           |
| 1959 ↑ | Hans Kies                                                                    | | |           |
| 1959 ↑ | Ludwig Deiters                                                               | | |           |
| 1959 ↑ | Kurt Tausendschön                                                            | | |           |
| 1959 ↑ | Hans Grotewohl                                                               | | |           |
| 1959 ↑ | Horst Kutzat                                                                 | | |           |
| 1959 ↑ | Hubert Matthes                                                               | | |           |
| 1959 ↑ | Hugo Namslauer                                                               | | |           |
| 1959 ↑ | Händel-Kollektiv                                                             | | |           |
| 1959 ↑ | Philine Fischer                                                              | Kammersängerin | |           |
| 1959 ↑ | Helmut Kaphahn                                                               | | |           |
| 1959 ↑ | Jutta Vulpius                                                                | | |           |
| 1959 ↑ | Günther Leib                                                                 | | |           |
| 1959 ↑ | Rolf Apreck                                                                  | | |           |
| 1959 ↑ | Kurt Hübenthal                                                               | | |           |
| 1959 ↑ | Kollektiv des Films „Lied der Matrosen“                                      | | |           |
| 1959 ↑ | Kurt Maetzig                                                                 | | |           |
| 1959 ↑ | Günter Reisch                                                                | | |           |
| 1959 ↑ | Karl-Georg Egel                                                              | | |           |
| 1959 ↑ | Paul Wiens                                                                   | | |           |
| 1959 ↑ | Joachim Hasler                                                               | | |           |
| 1959 ↑ | Otto Merz                                                                    | | |           |
| 1959 ↑ | Kollektiv der Rügenfestspiele                                                | | |           |
| 1959 ↑ | Kurt Barthel                                                                 | | |           |
| 1959 ↑ | Hanns-Anselm Perten                                                          | | |           |
| 1959 ↑ | Günter Kochan                                                                | | |           |
| 1959 ↑ | Kollektiv des Films „Sterne“                                                 | | |           |
| 1959 ↑ | Konrad Wolf                                                                  | | |           |
| 1959 ↑ | Werner Bergmann                                                              | | |           |

## Preissummen
| Jahr   | Preissumme in Mark |
| ------ | ------------------ |
| 1949   | 100.000            |
| 1950   | 250.000            |
| 1951   | 300.000            |
| 1952   | 300.000            |
| 1953   | 250.000            |
| 1954   | 150.000            |
| 1955   | 150.000            |
| 1956   | 450.000            |
| 1957   | 150.000            |
| 1958   | 100.000            |
| 1959   | 550.000            |
| Gesamt | 2.750.000          |